# Stand-up-Paddling

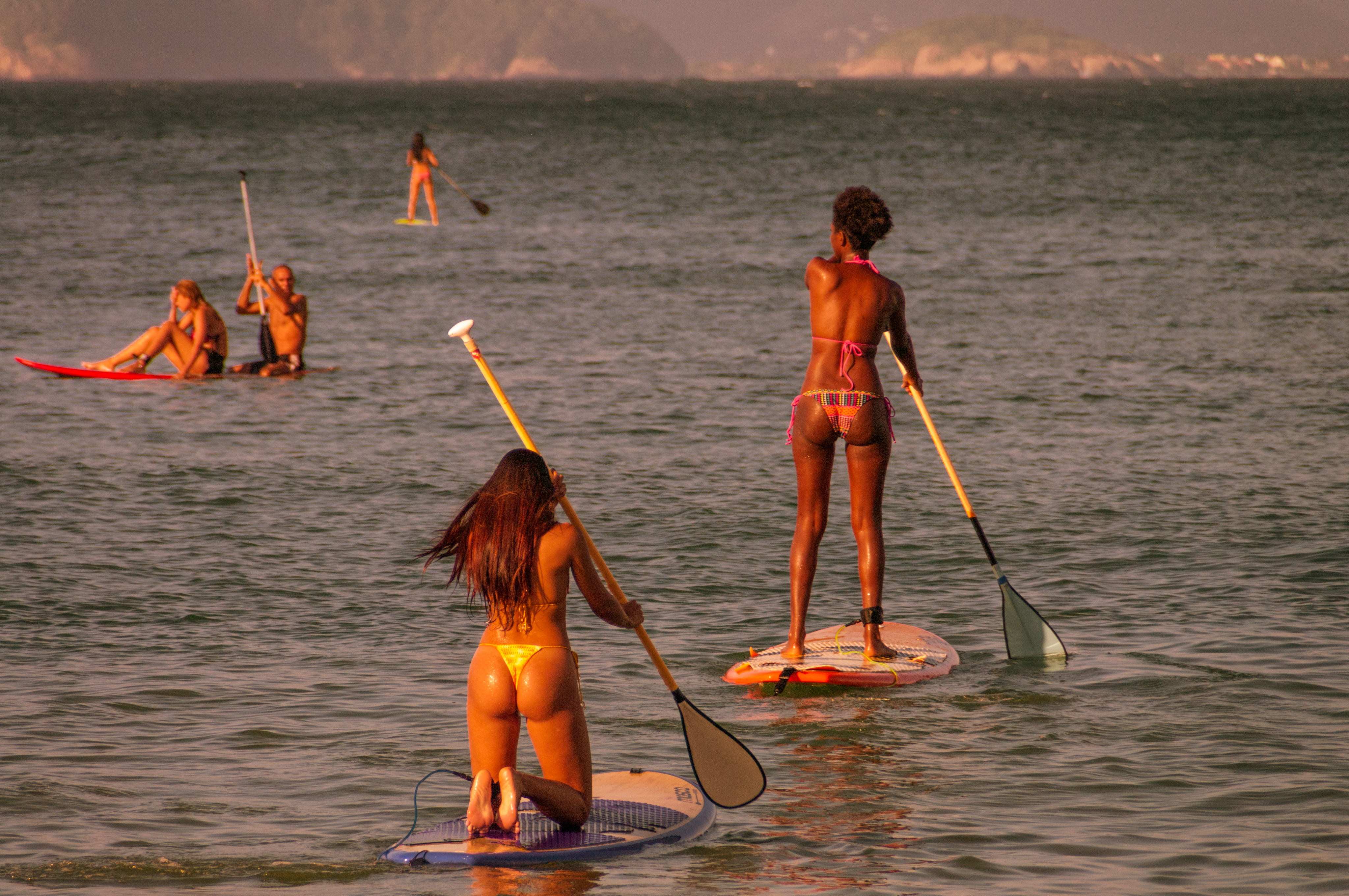
Stand-up-Paddling in Copacabana

Stand-up-Paddling (SUP) oder Stehpaddeln ist eine Wassersportart, bei der ein Sportler aufrecht auf einem schwimmfähigen Board (Stand-up-Paddle-Board oder Stehpaddelbrett) steht und mit einem Stechpaddel paddelt.

## Geschichte

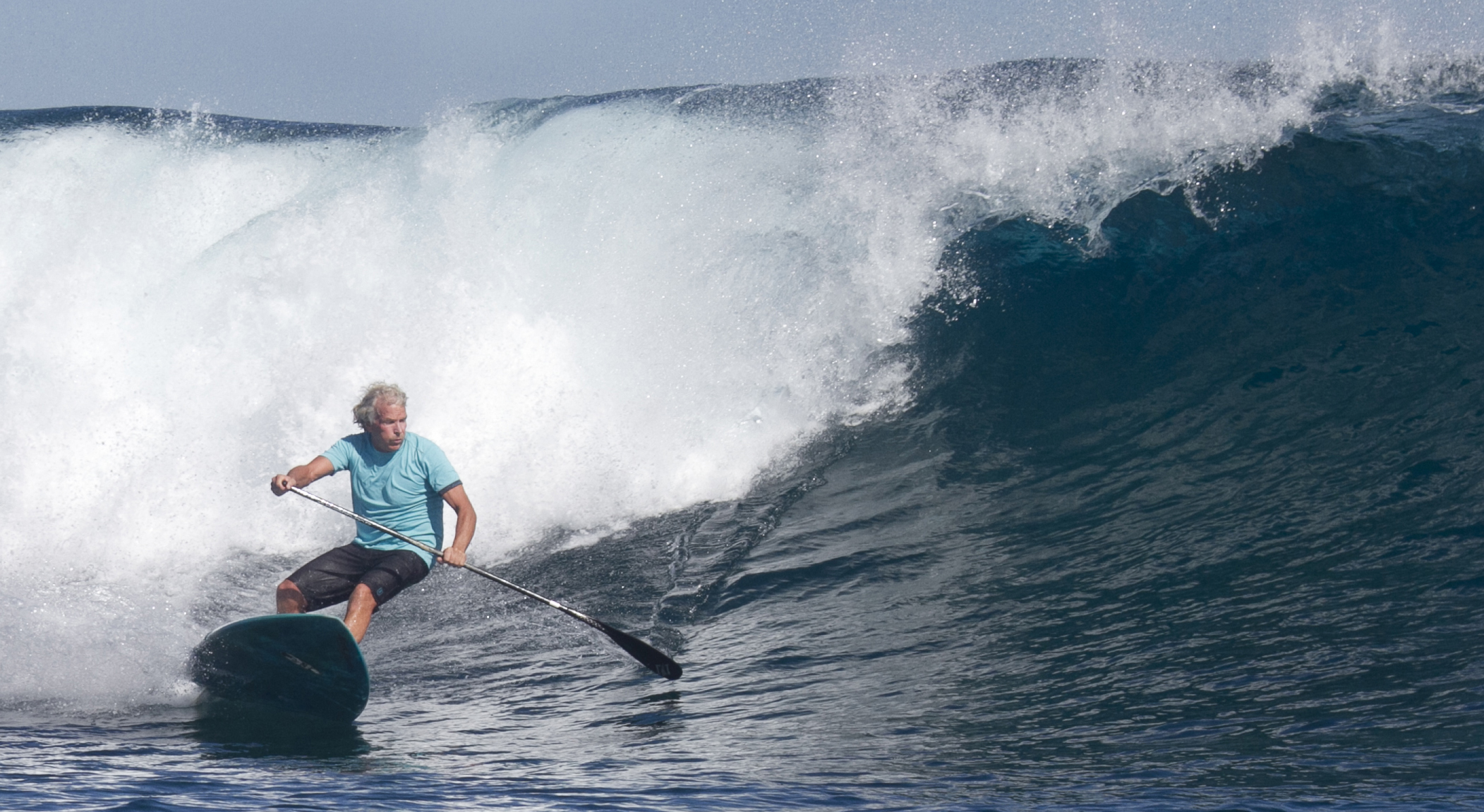
Der Profi-Windsurfer Jürgen Hönscheid auf einem SUP-Board in der Welle vor Hawaii

Stand-up-Paddling kann auf mehrere, teils sehr frühe Ursprünge zurückgeführt werden. In Europa gab es mindestens seit dem Frühmittelalter Stand-up-Paddler. Um 1500 n. Chr. wird in einer Serie von Reliefs, die das Leben des Hl. Fridolin beschreiben, auch ein Bild gezeigt, das den irischen Mönch auf einem aus Reisig geflochtenen Board auf dem Rhein zeigt. Der Paddler soll im 6. Jahrhundert das Frauenkloster in Bad Säckingen als ältestes Kloster in Alemannien gegründet haben. Polynesische Fischer vor Tahiti bewegten sich in ihren Kanus stehend paddelnd auf dem Meer fort. Insbesondere sind noch in Asien Ein-Mann-Bambusflöße im Einsatz, bei denen im Stehen neben Stangen auch Paddel eingesetzt werden. Zum anderen nutzten im 20. Jahrhundert Surflehrer auf Hawaii Stechpaddel, um mit ihren Surf-Boards schneller vom Ufer zu den wellenbrechenden Riffen und zurück zu gelangen. Durch die erhöhte Position auf dem Board hatte der Surflehrer auch einen besseren Überblick über die Surfschüler.
Mit den 2000er Jahren entwickelte sich Stehpaddeln als eigenständige, von Wind und Wellen unabhängige Sportart und verbreitete sich zunehmend als Freizeitsport. So hat es sich zu einer Wassersportart mit eigener Technik und gesonderten Wettkämpfen entwickelt. Stehpaddeln wird vorrangig auf Hawaii, an der US-Pazifikküste, in Australien, auf den Britischen Inseln sowie in Japan betrieben. Auch in Europa hat Stehpaddeln seit den 2010er Jahren Einzug gehalten.
Anfangs wurden vorhandene Surfboards sowie Longboards oder sogenannte Tandemboards aus dem Wellenreiten verwendet. Sie erzeugen genügend Auftrieb, um das Gewicht des Sportlers mit Ausrüstung (Paddel, Kleidung) zu tragen, und er kann darauf stehen. Ebenfalls aus dem Wellenreiten kommt die Boardleash, die den Verlust des Brettes verhindert. Mittlerweile bieten diverse Hersteller spezielle Stehpaddel-Bretter und Paddel an. SUP-Boards für das Stand-up-Paddling in der Welle glichen in der Vergangenheit in ihrer Geometrie einem gewöhnlichen Surfbrett. Inzwischen wurden eigens auf diesen Sport angepasste Bretter entwickelt.
Mit der Erfindung von aufblasbaren Stand-up-Paddel-Boards (sogenannte iSUPs oder inflatable SUPs) entwickelte sich der Sport weiter, weil das Handling und der Transport solcher Boards deutlich vereinfacht wurde und somit der Allgemeinheit offen stand. SUP wurde dadurch ein weit verbreiteter Freizeitsport.
Beim SUP-Surfen wird Stehpaddeln mit Wellenreiten kombiniert. Die Geschwindigkeit kann durch die Schubkraft der Wellen erhöht werden. Dadurch ist es möglich, Wegstrecken insgesamt schneller und mit weniger Kraftaufwand zurückzulegen als mit reinem Paddeln.
Stand-up-Paddling ist inzwischen weltweit verbreitet. An vielen Gewässern können inzwischen SUP-Boards gemietet werden. Auch SUP-Kurse, um einen Einstieg in den Sport zu finden, sind weit verbreitet. Zudem gibt es immer mehr spezielle Anwendungsbereiche für SUPs wie SUP-Yoga oder SUP-Fishing.

## Board und Zubehör

### Board

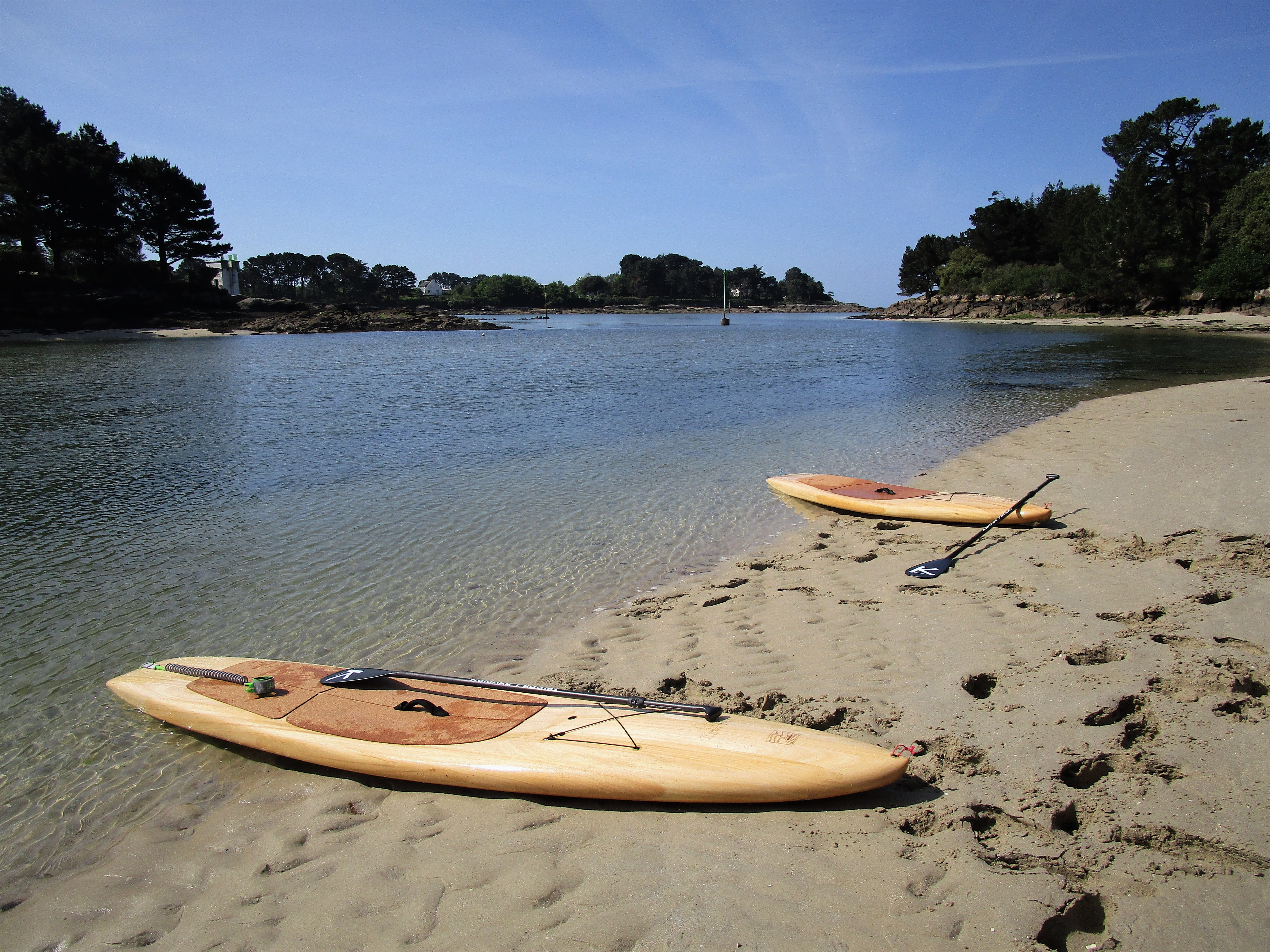
Hardboard aus Holz

SUP-Boards werden allgemein in Hardboards und aufblasbare Boards (inflatable SUP/iSUP) unterschieden. Aufblasbare Boards sind bei Transport und Lagerung komfortabler als Hardboards, allerdings bei einem Innendruck von bis zu 1,7 bar weniger steif als Hardboards. Je nach Einsatzgebiet, wie für Touring, Race, Surfen, Welle oder Wildwasser, gibt es passende Boards im Handel. Die Unterschiede ergeben sich aus dem Einsatzbereich, dem Paddlergewicht und der eigenen Paddelerfahrung. Während beispielsweise Touring-Boards Stabilität und Befestigungsmöglichkeiten bieten, sind Wildwasser-Boards sehr wendig. Für das Distance- bzw. Race-Stand-up-Paddling wird ein spitzer zulaufender Board-Typ genutzt. Es sind auch sogenannte Allround-Boards im Angebot, die eine größere Breite an Einsatzgebieten abdecken und vor allem für Anfänger geeignet sind.
Auf dem Markt befinden sich Boards in Längen zwischen 1,80 und über vier Metern, wobei das Volumen der Boards zwischen 100 und 250 Litern beträgt. Ein längeres Board kann schneller gefahren werden. Ein Board mit viel Volumen bietet viel Auftrieb. Bei großen Boards reicht das Volumen aus, um mehrere Personen zu tragen. Mehrere Hersteller bieten spezielle Tandem-SUP-Boards für zwei Personen an. Am Markt gibt es auch XXL-SUP-Boards, die bis zu 10 Personen tragen können und vor allem von Firmen für Teambuilding-Maßnahmen ausgeliehen werden.
| Körpergewicht | Volumen       | Breite          | Länge                  |
| ------------- | ------------- | --------------- | ---------------------- |
| 55–80 kg      | ca. 170 Liter | 71–76 cm 28–30" | 320–335 cm 10'6" – 11' |
| 85–100 kg     | ca. 180 Liter | 73–81 cm 29–32" | 335–350 cm 11' – 11'6" |
| 105–120 kg    | > 220 Liter   | > 81 cm 32–33"  | 350–365 cm >11'6"      |
| 125+ kg       | > 230 Liter   | > 83 cm 33"     | 365–380 cm >12'        |

### Paddel

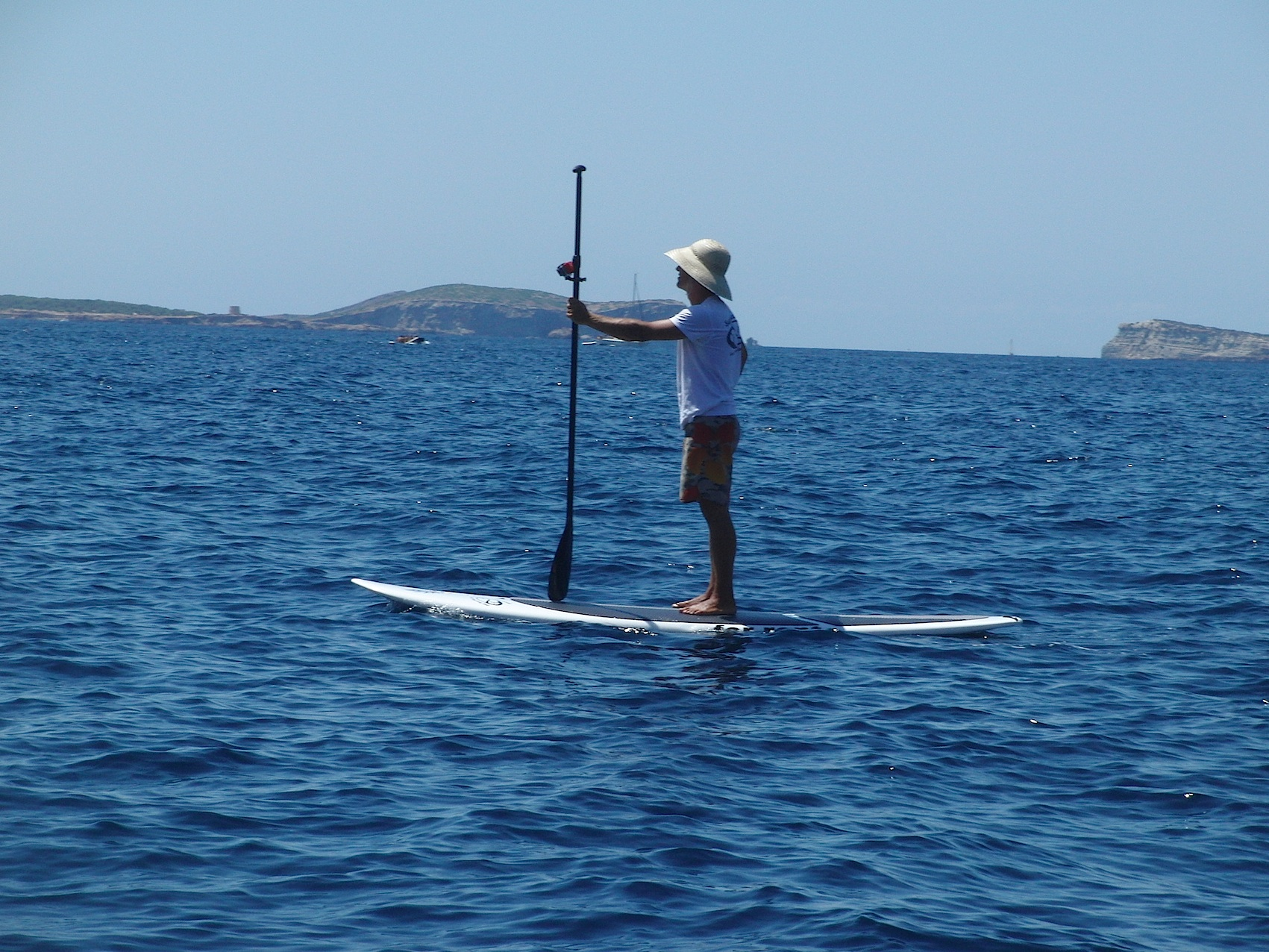
Stehpaddler im Mittelmeer zeigt ideale Paddellänge

Paddel gibt es in unterschiedlichen Ausführungen: Einfache Paddel besitzen oft einen Aluminiumschaft und ein einfaches Kunststoffblatt. Höherwertige Paddel werden aus glasfaser- oder kohlenstofffaserverstärktem Kunststoff gefertigt und sind deutlich leichter. Außerdem gibt es Holzpaddel und Paddel mit Bambusblättern.
Das Paddel sollte ungefähr eine Paddel-Blattlänge länger sein als die Körpergröße des Paddlers. Beim Distance Stand Up Paddling (Race) werden oft etwas längere Paddel verwendet. Dies ermöglicht längere und kraftvollere Züge und damit verbunden eine höhere Endgeschwindigkeit auf der Strecke. Auch die Größe des Paddelblattes kann variiert werden um unterschiedliche Fahreigenschaften zu erhalten.

## Technik
Der Sportler steht aufrecht auf dem Surfbrett und paddelt mit einem Stechpaddel. Dabei wird die Seite, auf der gepaddelt wird, regelmäßig gewechselt. Beim SUP-Surfen wird das Paddel zusätzlich zum Steuern des Boards und zur Unterstützung der Balance eingesetzt.
Der Basis-Schlag ist ein zyklischer Bewegungsablauf und besteht aus zwei Phasen, der Haupt- und Zwischenphase (auch Antriebs- und Freilaufphase genannt). Nach der Hauptphase, dem Durchzug, beginnt die Zwischenphase mit dem Ausheben und endet mit dem Wasserfassen, auf das die nächste Hauptphase folgt.

## Organisation
In Deutschland ist der Sport parallel in mehreren Sportverbänden organisiert: Der Deutsche Stand-up-Paddle-Verband (GSUPA) bildet gemeinsam mit dem Deutschen Kanu-Verband (DKV) und dem Deutschen Wellenreiter-Verband (DWV) die Stand Up Paddle Alliance Germany – SUP-AG. International betrachten sich sowohl der Internationale Kanu-Verband, der Verband Deutscher Wassersport Schulen e. V. (VDWS) als auch die International Surfing Association als Vertreter des SUP-Sports.

## Wettkampfsport

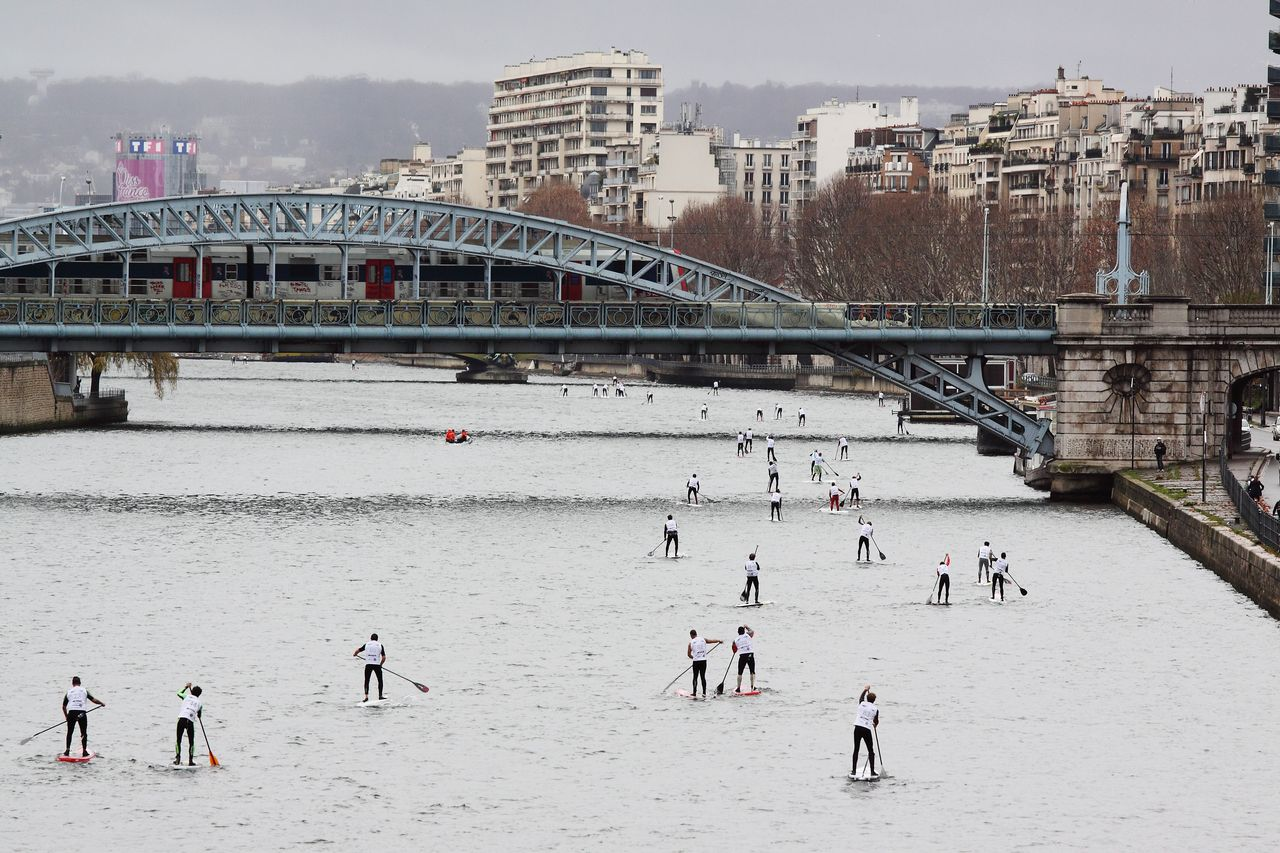
Beim SUP Nautic Paris Crossing müssen bis zu 14 km absolviert werden

Ziel fast aller Wettkämpfe ist es, schnellstmöglich eine bestimmte Strecke zurückzulegen. Als Wettkampfsport werden vor allem die im Folgenden genannten Disziplinen unterschieden.
- Beach Race: Streckenverlauf in Ufernähe um mehrere Bojen. Ziel und Start eines Beach Race liegen auf dem Strand.
- Long Distance: Langstrecken zwischen 6 und 12 km Länge.
- Sprint Distance: Kurzstrecken von max. 500 m. Bis zu 6 Teilnehmer starten gleichzeitig.
- Whitewater (dt. Wildwasser): Strömendes Wasser mit etwas Gischt, Strecke mit Wendemarken. Mehrere Teilnehmer starten gleichzeitig.
- Wave: Bewertung von Manövern in Wellen innerhalb eines definierten Zeitfensters.

## Rechtliche Situation

### In Deutschland
Verbotene Bereiche
In Deutschland dürfen ein Großteil der Bundeswasserstraßen sowie ein Großteil der Seen mit dem SUP befahren werden. In bestimmten Gewässern und Gewässerbereichen ist das Paddeln jedoch verboten, darunter:
- Schleusen
- durch Tafelzeichen gesperrte Wasserflächen
- Naturschutzgebiete
- Seen, die zu Parkanlagen gehören
- Schifffahrtsstraßen, die dem Güter- und Personenverkehr dienen
- Gelege von Wassertieren (Überwasserpflanzen z. B. Rohr, Binse, Schilf)
- Bereiche mit Schwimmblattpflanzen (z. B. Seerosen)

Weiterhin darf ein SUP nicht ab einer Alkoholkonzentration von 0,5 Promille genutzt werden. Ab einem Wert von 0,3 Promille mit Ausfallerscheinungen kann eine Straftat vorliegen. Zudem ist der Konsum von Betäubungsmitteln jeglicher Art beim Stand-up-Paddling verboten. Laut Binnenschifffahrtsstraßenordnung ist zur Nachtzeit eine Beleuchtung erforderlich. Bei starkem Nebel dürfen die Bundeswasserstraßen nicht befahren werden. Das Tragen einer Rettungsweste ist nicht Pflicht, wird jedoch aus Sicherheitsgründen empfohlen.